# Mas que nada
Mas, que Nada! [ˌmaʃkiˈnadɐ] (bras.-port.) ist ein 1963 von Jorge Ben komponiertes Lied, das außerhalb Brasiliens vor allem durch die Version von Sérgio Mendes & Brasil ’66 bekannt wurde. Mendes und seiner Gruppe gelang damit 1966 der internationale Durchbruch und der Auftakt einer ganzen Reihe von Hits in den USA. Übersetzt bedeutet der Liedtext in etwa „Ach, was soll’s?“, in vielen Abspiellisten fälschlich als „Mais que nada“ angegeben, was „Mehr als nichts“ bedeutet. 2013 wurde Mas, que nada! in die Latin Grammy Hall of Fame aufgenommen.

## Text
Der Liedtext frei übersetzt:
| Mas, que nada                              | Was soll’s?                                                                   |
| Sai da minha frente                        | Geh mir aus dem Weg,                                                          |
| Eu quero passar                            | ich möchte vorbei,                                                            |
| Pois o samba está animado                  | denn dieser Samba ist heiß.                                                   |
| O que eu quero é sambar                    | Was ich will, ist Samba tanzen!                                               |
| Este samba                                 | Dieser Samba,                                                                 |
| Que é misto de maracatu                    | der mit Maracatú gemischt ist                                                 |
| É samba de preto velho                     | Es ist der Samba des schwarzen Alten (Geistergruppe aus der Umbanda-Religion) |
| Samba de preto tu                          | und der Samba von dir Schwarzem.                                              |
| Mas, que nada                              | Was soll’s?                                                                   |
| Um samba como esse tão legal               | Ein Samba wie dieser ist so cool,                                             |
| Você não vai querer que eu chegue no final | du wirst nicht wollen, dass ich aufhöre. (… dass ich zum Ende komme).         |

## Coverversionen
Die bekannte Einleitung von Mas, que Nada!, interpretiert von Sérgio Mendes & Brasil ’66, ist auch in dem Film Austin Powers – Das Schärfste, was Ihre Majestät zu bieten hat von 1997 zu hören und eine vollständige Aufnahme des Songs – erschien auf dem zugehörigen Soundtrack-Album – wurde damit einer neuen Generation von Fans vorgestellt, vor allem in den Vereinigten Staaten. 
Das Stück wird in vielen Fußball-Werbespots verwendet, auch auf Grund der brasilianischen Fußballnationalmannschaft. Nike setzte das Lied in einer Einspielung des Tamba Trio in zwei verschiedenen Werbekampagnen jeweils während der Fußball-Weltmeisterschaften 1998 und 2006 ein.
Sérgio Mendes feat. The Black Eyed Peas haben Mas, que Nada 2006 neu herausgegeben; diese Version wird auf dem Album Timeless vorgestellt.
Weitere Coverversionen gibt es von Mary Roos (deutsche Version mit dem Titel: Blauer Montag) und Lill Lindfors (schwedische Version Hör min samba) sowie von Al Jarreau, Astrud Gilberto, Dizzy Gillespie, Luiz Henrique, der A-cappella-Gruppe Sjaella, Horst Jankowski, Miriam Makeba, Oscar Peterson, Vikki Carr, Werner Müller und seinem Orchester, Ella Fitzgerald mit dem Count Basie Orchestra, Sylvia Vrethammar, Elza Soares, Bê, Maria Creuza und Jessy J.
Für den Animationsfilm Rio aus dem Jahr 2011 entstand eine neue Version von Sérgio Mendes und Gracinha Leporace („2011 Rio Version“).

## Kommerzieller Erfolg

### Chartplatzierungen
Sérgio Mendes feat. The Black Eyed Peas
| ChartsChartplatzierungen     | Höchstplatzierung | Wochen |
| ---------------------------- | ----------------- | ------ |
| Deutschland (GfK)            | 9 (17 Wo.)        | 17     |
| Österreich (Ö3)              | 8 (22 Wo.)        | 22     |
| Schweiz (IFPI)               | 4 (30 Wo.)        | 30     |
| Vereinigtes Königreich (OCC) | 6 (10 Wo.)        | 10     |

| ChartsJahrescharts (2006) | Platzierung |
| ------------------------- | ----------- |
| Deutschland (GfK)         | 57          |
| Österreich (Ö3)           | 45          |
| Schweiz (IFPI)            | 19          |

### Auszeichnungen für Musikverkäufe
Sérgio Mendes feat. The Black Eyed Peas

| Land/Region                  | Auszeichnungen für Musikverkäufe (Land/Region, Auszeichnung, Verkäufe) | Verkäufe |
| ---------------------------- | ---------------------------------------------------------------------- | -------- |
| Deutschland (BVMI)           | Gold                                                                   | 150.000  |
| Italien (FIMI)               | Gold                                                                   | 50.000   |
| Vereinigtes Königreich (BPI) | Silber                                                                 | 200.000  |
| Insgesamt                    | 3× Gold ·                                                              | 400.000  |

Hauptartikel: The Black Eyed Peas/Auszeichnungen für Musikverkäufe